# Typhlodromina eharai
Typhlodromina eharai är en spindeldjursart som beskrevs av Muma och Denmark 1969. Typhlodromina eharai ingår i släktet Typhlodromina och familjen Phytoseiidae. Inga underarter finns listade i Catalogue of Life.